# Emery megye
Emery megye az Amerikai Egyesült Államokban, azon belül Utah államban található. Megyeszékhelye Castle Dale, legnagyobb városa Huntington. Lakosainak száma 9825 fő (2020. április 1.). Emery megye Carbon, Grand, Wayne, Sevier, Sanpete, San Juan és Uintah megyékkel határos.

## Népesség
A megye népességének változása:
| Lakosok száma | 10 972 | 10 948 | 10 911 | 10 749 | 10 370 | 9825 |
|               | 2010   | 2011   | 2012   | 2013   | 2015   | 2020 |